# Acuerdo Amplio y Progresista de Asociación Transpacífico
El Acuerdo Amplio y Progresista de Asociación Transpacífico (CPTPP, por sus siglas en inglés), también conocido como TPP12 o TPP-12, es un acuerdo comercial entre Australia, Brunéi, Canadá, Chile, Japón, Malasia, México, Nueva Zelanda, Perú, el Reino Unido, Singapur y Vietnam. Evolucionó a partir del Acuerdo Transpacífico de Cooperación Económica (TPP), que nunca llegó a ratificarse debido a la retirada de Estados Unidos. Las economías combinadas de los once signatarios representan el 13,4% del producto interior bruto mundial, con aproximadamente 13,5 billones de dólares, lo que convierte al CPTPP en una de las mayores zonas de libre comercio del mundo por PIB, junto con el Tratado entre México, Estados Unidos y Canadá, el mercado único europeo y la Asociación Económica Integral Regional.

### Objetivos y que incluye el acuerdo
El CPTPP tiene como objetivo central crear una zona de libre comercio amplia y profunda entre sus miembros, eliminando progresivamente los aranceles aduaneros sobre la mayoría de los bienes y servicios, facilitando el comercio transfronterizo y estableciendo reglas claras y previsibles para los inversionistas. El tratado incluye 30 capítulos que abordan temáticas como comercio de bienes, reglas de origen, medidas sanitarias y fitosanitarias, obstáculos técnicos al comercio, servicios, inversiones, comercio electrónico, contratación pública, propiedad intelectual, medio ambiente, derechos laborales, y solución de controversias, entre otros.

### Características del CPTPP
Una de las características distintivas del CPTPP es su enfoque progresista, el cual se refleja en el compromiso de los países firmantes con estándares laborales y ambientales elevados, así como con la promoción de prácticas regulatorias responsables, la inclusión social y el desarrollo sostenible. El acuerdo también incorpora disposiciones destinadas a facilitar la participación de pequeñas y medianas empresas (PYMES) en el comercio internacional y reconoce la importancia de la equidad de género y los derechos indígenas en los procesos económicos. Cabe señalar que, en comparación con el TPP original, el CPTPP suspendió temporalmente 22 disposiciones, muchas de ellas impulsadas por Estados Unidos, principalmente en áreas de propiedad intelectual, lo que permitió un consenso más amplio entre los países restantes.

### Que ha logrado este acuerdo
El CPTPP representa un avance significativo en el fortalecimiento de las relaciones económicas y comerciales entre América, Asia y Oceanía, y se presenta como una plataforma estratégica para la cooperación en un contexto global cada vez más interdependiente. A través de sus compromisos vinculantes y mecanismos de solución de diferencias, el tratado ofrece un marco legal y económico estable para sus miembros, lo que contribuye a reducir la incertidumbre en el comercio internacional. La adhesión al CPTPP también permite a los países diversificar sus mercados de exportación y atraer inversión extranjera directa, aprovechando cadenas globales de valor más integradas.
Uno de los aspectos más relevantes del tratado es su capacidad de expansión: el CPTPP está abierto a la incorporación de nuevos miembros, lo que ha despertado el interés de economías como el Reino Unido, Corea del Sur, Filipinas, Tailandia, Taiwán y China. Este potencial de ampliación ha reforzado la importancia del acuerdo como uno de los principales bloques comerciales del mundo y como un contrapeso a otras iniciativas económicas lideradas por potencias como China y Estados Unidos.